# Organización territorial de Montenegro
La organización territorial de Montenegro sigue manteniendo la misma estructura de antes de su independencia (2006).
Administrativamente, Montenegro se divide en un total de veinticuatro municipios (opštine, en idioma montenegrino)
| - Municipio de Andrijevica - Municipio de Bar - Municipio de Berane - Municipio de Bijelo Polje - Municipio de Budva - Municipio de Cetiña - Municipio de Danilovgrad - Municipio de Gusinje | - Municipio de Herceg Novi - Municipio de Kolašin - Municipio de Kotor - Municipio de Mojkovac - Municipio de Nikšić - Municipio de Petnjica - Municipio de Plav - Municipio de Plužine | - Municipio de Pljevlja - Municipio de Podgorica - Municipio de Rožaje - Municipio de Šavnik - Municipio de Tivat - Municipio de Tuzi - Municipio de Ulcinj - Municipio de Žabljak |